# Casa Pedro (la Vall de Boí)
La Casa Pedro és una obra de la Vall de Boí (Alta Ribagorça) inclosa a l'Inventari del Patrimoni Arquitectònic de Catalunya.

## Descripció
Casa de planta rectangular, situada a quatre vents, amb planta baixa, pis i golfes sota una coberta a tres vessants, el del sud sense ocupar tot l'ample de la façana. La façana posterior, cega, es recolza en un tros de parament de la muralla.
La façana sud, que acull la totalitat de les obertures, està composta segons tres eixos verticals i es recolza sobre una terrassa de construcció més moderna. La part de la façana corresponent a la golfa està revestida amb llates de fusta.